# Olympische Sommerspiele 2012/Trampolinturnen
Bei den Olympischen Sommerspielen 2012 in der britischen Hauptstadt London wurden vom 3. bis 4. August in der O2 Arena, die während der Spiele aus sponsorenrechtlichen Gründen North Greenwich Arena hieß, zwei Wettbewerbe im Trampolinturnen ausgetragen.
Genau wie in Peking 2008 gab es jeweils einen Einzelwettbewerb für Frauen und Männer. Damit war Trampolinturnen zum vierten Mal im olympischen Programm.

## Wettbewerbe und Zeitplan

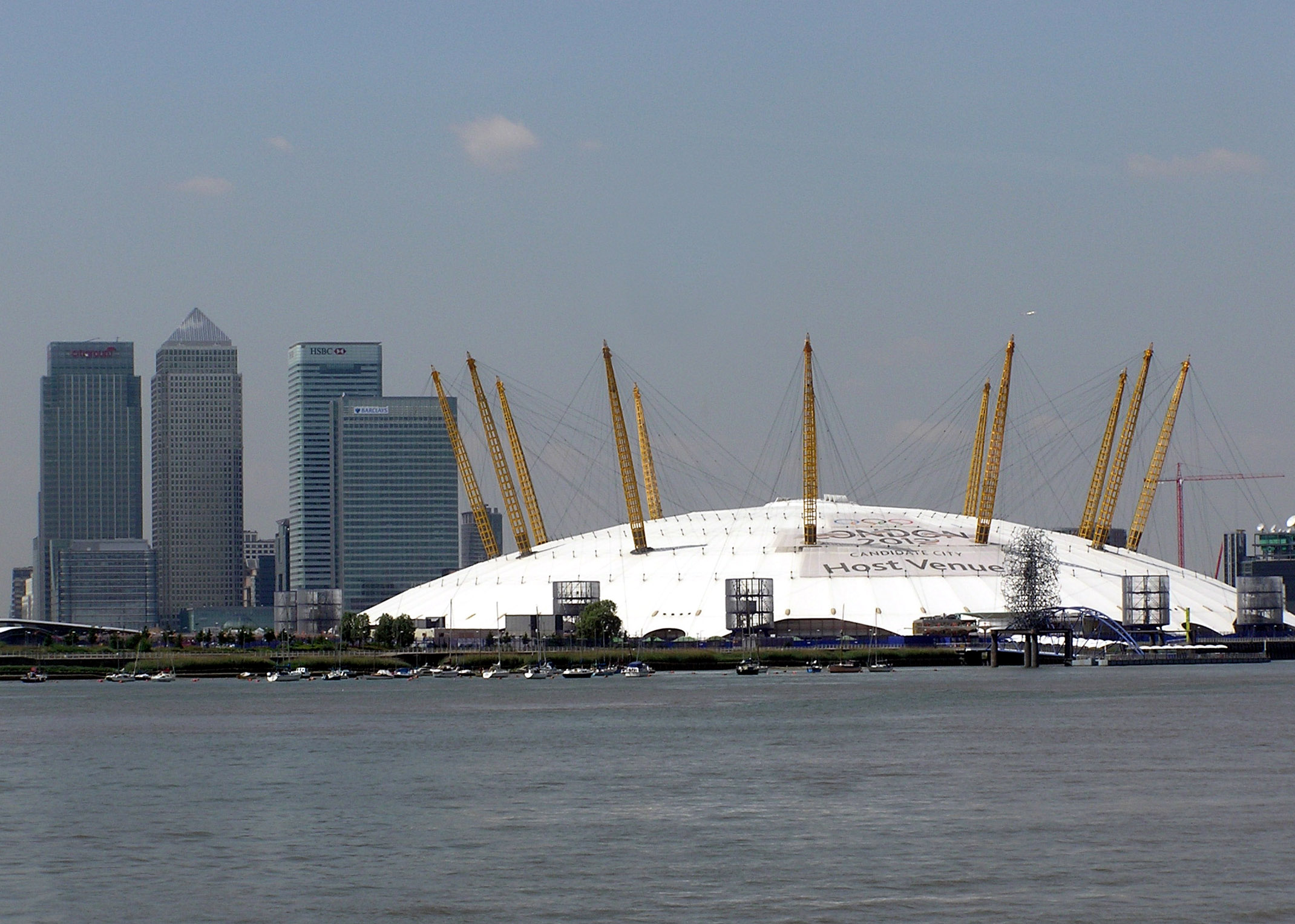
North Greenwich Arena (The O2 Arena) – Austragungsort der Wettbewerbe im Trampolinturnen

| Wettbewerbe und Zeitplan Trampolinturnen | Wettbewerbe und Zeitplan Trampolinturnen | Wettbewerbe und Zeitplan Trampolinturnen |
| Wettbewerbe                              | August                                   | August                                   |
| Frauen                                   | 3.                                       | 4.                                       |
| ---------------------------------------- | ---------------------------------------- | ---------------------------------------- |
| Einzel                                   |                                          |                                          |
| Männer                                   | 3.                                       | 4.                                       |
| Einzel                                   |                                          |                                          |

## Ergebnisse

### Männer
| Platz | Land | Athlet           | Punkte |
| ----- | ---- | ---------------- | ------ |
| 1     | CHN  | Dong Dong        | 62,990 |
| 2     | RUS  | Dmitri Uschakow  | 61,769 |
| 3     | CHN  | Lu Chunlong      | 61,319 |
| 4     | JPN  | Masaki Itō       | 60,895 |
| 5     | JPN  | Yasuhiro Ueyama  | 60,240 |
| 6     | RUS  | Nikita Fedorenko | 59,105 |
| 7     | FRA  | Grégoire Pennes  | 58,805 |
| 8     | CAN  | Jason Burnett    | 6,715  |

Datum: 3. August 2012, 15:26 Uhr

### Frauen
| Platz | Land | Athletin            | Punkte |
| ----- | ---- | ------------------- | ------ |
| 1     | CAN  | Rosannagh MacLennan | 57,305 |
| 2     | CHN  | Huang Shanshan      | 56,730 |
| 3     | CHN  | He Wenna            | 55,950 |
| 4     | CAN  | Karen Cockburn      | 55,860 |
| 5     | BLR  | Tazzjana Pjatrenja  | 55,670 |
| 6     | USA  | Savannah Vinsant    | 54,965 |
| 7     | GEO  | Luba Golowina       | 52,925 |
| 8     | RUS  | Wiktorija Woronina  | 21,915 |

Datum: 4. August 2012, 14:00 Uhr

## Medaillenspiegel
| Platz | Land                | G | S | B | Gesamt |
| ----- | ------------------- | - | - | - | ------ |
| 1     | Volksrepublik China | 1 | 1 | 2 | 4      |
| 2     | Kanada              | 1 | – | – | 1      |
| 3     | Russland            | – | 1 | – | 1      |
| Total | Total               | 2 | 2 | 2 | 6      |

## Qualifikation

### Qualifikationskriterien
Es werden 32 Athleten an den Wettbewerben teilnehmen, jeweils 16 Frauen und Männer. Pro Land dürfen maximal zwei Athleten teilnehmen. Hauptqualifikationswettkampf waren die Weltmeisterschaften 2011, die vom 17. bis 20. November 2011 in Birmingham stattfanden. Darüber hinaus wurde am 12. und 13. Januar 2012 erstmals ein zweiter Qualifikationswettkampf veranstaltet, der gleichzeitig als Testwettkampf fungierte, da er, wie die olympischen Wettbewerbe, in der O₂-Arena in London stattfand. Die Qualifikationskriterien galten sowohl für Frauen und Männer.
Die ersten acht Athleten der Weltmeisterschaften waren direkt qualifiziert. Bei dem Qualifikationswettkampf kamen dann die fünf besten Athleten dazu. Die drei verbleibenden Startplätze vergab die Internationale Turn-Föderation (FIG) schließlich abhängig von den Ergebnissen der Qualifikation an NOKs aus nicht repräsentierten Kontinentalverbänden oder den Gastgeber. Blieben auch unter diesen Kriterien noch Quotenplätze übrig, so rückte der beste Athlet der Weltmeisterschaft, der nicht qualifiziert war, nach.

### Gewonnene Quotenplätze
| Gewonnene Quotenplätze nach NOKs | Gewonnene Quotenplätze nach NOKs | Gewonnene Quotenplätze nach NOKs | Gewonnene Quotenplätze nach NOKs |
| NOK                              | Frauen                           | Männer                           | Gesamt                           |
| -------------------------------- | -------------------------------- | -------------------------------- | -------------------------------- |
| Australien                       |                                  | 1                                | 1                                |
| China                            | 2                                | 2                                | 4                                |
| Dänemark                         |                                  | 1                                | 1                                |
| Deutschland                      | 1                                | 1                                | 2                                |
| Frankreich                       |                                  | 1                                | 1                                |
| Georgien                         | 1                                |                                  | 1                                |
| Großbritannien                   | 1                                |                                  | 1                                |
| Italien                          |                                  | 1                                | 1                                |
| Japan                            | 1                                | 2                                | 3                                |
| Kanada                           | 2                                | 1                                | 3                                |
| Niederlande                      | 1                                |                                  | 1                                |
| Portugal                         | 1                                | 1                                | 2                                |
| Russland                         | 1                                | 2                                | 3                                |
| Tschechien                       | 1                                |                                  | 1                                |
| Ukraine                          | 1                                | 1                                | 2                                |
| USA                              | 1                                | 1                                | 2                                |
| Usbekistan                       | 1                                |                                  | 1                                |
| Weißrussland                     | 1                                | 1                                | 2                                |
| Quotenplätze Gesamt              | 16                               | 16                               | 32                               |